# Lista de membros da Royal Society eleitos em 1700
Esta é uma lista de membros da Royal Society eleitos em 1700.

## Fellows
- Otto Sperling (1634 -1715)
- Abraham Cyprianus (1660 -1718)
- John Keill (1671 -1721)
- Philip Sydenham (1676 -1739)
- Charles du Bois (1656 -1740)